# Ricardo Margaleff
Ricardo Margaleff (né Ricardo Margaleff García le 1er janvier 1977 à Mexico), est un acteur mexicain. 

## Biographie
Il est connu pour son personnage de Rocky dans la telenovela Al diablo con los guapos, de "Plutarco López" dans Una familia de 10, de "Oliver Rosales" dans la telenovela Llena de amor, de "Moncho" dans Amorcito corazón, et de Julio dans Porque el amor manda.

## Filmographie

### Telenovelas
- 1999 : Rosalinda
- 2002-2003 : Las vías del amor : Bruno
- 2004 : Corazones al límite : Antonio Ramos
- 2005 : Piel de otoño : Edson
- 2007-2008 : Al diablo con los guapos : Ricardo 'Rocky' Juárez 'Morgan'
- 2008-2009 : Un gancho al corazón : Arnoldo Klunder
- 2010 : Llena de amor : Oliver Rosales
- 2011 : Amorcito corazón : Moncho
- 2012-2013 : Porque el amor manda : Julio Pando
- 2013-2014 : Qué pobres tan ricos : Jonathan Gómez
- 2014 : Hasta el fin del mundo : Pedro

### Séries de télévision
- 2004 : Estilo Digital
- 2005 : La energía de sonric slandia : Ricardo
- 2005 : Par de ases : Participation spéciale
- 2006 : Mujer, casos de la vida real : Participation spéciale
- 2006 : Energía Extrema : Ricardo
- 2006 : ¡Qué Madre, Tan Padre! : Animal
- 2007 : Una familia de 10 : Plutarco López González
- 2008-2009 : Desde Gayola : Christopher (Cuarto Redondo)
- 2010 : Hermanos y detectives : Floor Manager
- 2013 : STANDparados : Standupero

### Films
(juillet 2017).
- 2010 : Te presento a laura : Police (en post-production[réf. nécessaire])
- Appel inconnu (El desconocido)

## Nominations et récompenses

### Premios TVyNovelas
| Année | Catégorie                      | Telenovela               | Résultat |
| ----- | ------------------------------ | ------------------------ | -------- |
| 2009  | Meilleure révélation masculine | Al diablo con los guapos | Nommé    |